# 2004 TE282
2004 TE282, também escrito como 2004 TE282, é um objeto transnetuniano que está localizado no Cinturão de Kuiper, uma região do Sistema Solar. Ele possui uma magnitude absoluta de 8,3 e tem um diâmetro estimado com 101 km.

## Descoberta
2004 TE282 foi descoberto no dia 15 de outubro de 2004 pelo astrônomo Marc W. Buie.

## Órbita
A órbita de 2004 TE282 tem uma excentricidade de 0,159 e possui um semieixo maior de 34,497 UA. O seu periélio leva o mesmo a uma distância de 29,009 UA em relação ao Sol e seu afélio a 39,984 UA.